# Falkenberg (Mark)
Falkenberg är en kommun med orten Falkenberg/Mark i östra Tyskland i Landkreis Märkisch-Oderland i Brandenburg, 14 km öster om Eberswalde och 55 km nordost om Berlin. 
Kommunen bildades den 31 december 2001 genom en sammanslagning av de tidigare kommunerna Dannenberg/Mark, Falkenberg/Mark och Kruge/Gersdorf. 
Kommunen ingår i kommunalförbundet Amt Falkenberg-Höhe och Falkenberg/Mark är administrativt säte för i Amt Falkenberg-Höhe.